# Diada
Diada (para) – zbiór społeczny składający się z dwóch osób, określany przez niektórych jako grupa społeczna, ponieważ występują w niej interakcje, odróżnianie się od innych oraz to, że członkowie diady mogą o sobie mówić „my”.
Argumentami za nieuznawaniem diady za grupę społeczną są: brak możliwości ustosunkowania się do relacji między członkami grupy – tworzenia sojuszy lub wspólnego przeciwstawiania się innemu członkowi grupy; nieskomplikowana i niedynamiczna całość. Cechą charakterystyczną grupy społecznej jest też to, że jako całość zewnętrzna od jednostki może stosować wobec niej przymus.
Pojęcie diady oraz triady zastosowane było przez Simmla w analizie wpływu liczby elementów grupy na ich zachowania w strukturze grupy. Cechami specyficznymi dla diady, które nie wstępują już w triadzie, są:
- poczucie nietrwałości połączone z wizją śmierci grupy;
- brak poczucia „całości”, jest autonomiczna dla ludzi z zewnątrz, nie dla członków diady;
- intymność jest cechą struktury diady, nie jest kontrolowana przez diadę;
- brak delegowania obowiązków i odpowiedzialności na grupę;
- dezintegracja diady pod wpływem potraktowania członka jako kozła ofiarnego;
- niemożność przezwyciężania rozbieżności pod wpływem elementu „trzeciego”.

Poza tym wzrost presji zewnętrznej na diadę powoduje szybszy jej rozpad niż triady, ale brak presji pozwala na większa integrację w diadach ze względu na możliwość osiągania intymności.
W socjometrii para oznacza najmniejszą strukturę socjometryczną.